# Річард Дреґер
Річард Дреґер (англ. Richard Draeger, 22 вересня 1937 — 8 лютого 2016) — американський академічний веслувальник.
Бронзовий призер Олімпійських Ігор 1960 року в складі розпашної двійки зі стерновим.